# Irugur
Irugur è una suddivisione dell'India, classificata come town panchayat, di 18.602 abitanti, situata nel distretto di Coimbatore, nello stato federato del Tamil Nadu. In base al numero di abitanti la città rientra nella classe IV (da 10.000 a 19.999 persone).

## Geografia fisica
La città è situata a 11° 1' 0 N e 77° 4' 0 E e ha un'altitudine di 342 m s.l.m..

## Società

### Evoluzione demografica
Al censimento del 2001 la popolazione di Irugur assommava a 18.602 persone, delle quali 9.367 maschi e 9.235 femmine. I bambini di età inferiore o uguale ai sei anni assommavano a 1.606, dei quali 817 maschi e 789 femmine. Infine, coloro che erano in grado di saper almeno leggere e scrivere erano 13.589, dei quali 7.534 maschi e 6.055 femmine.